# Sollt ich meinem Gott nicht singen?

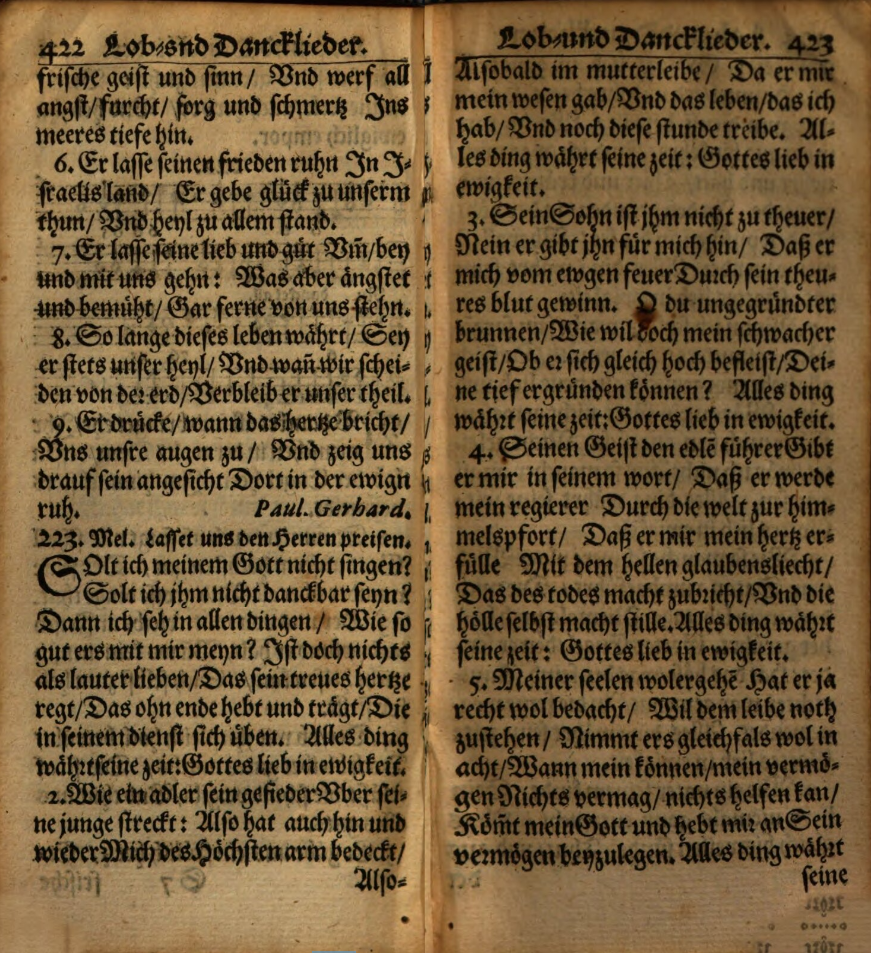
Digitalisat von Sollt ich meinem Gott nicht singen, Teil 1

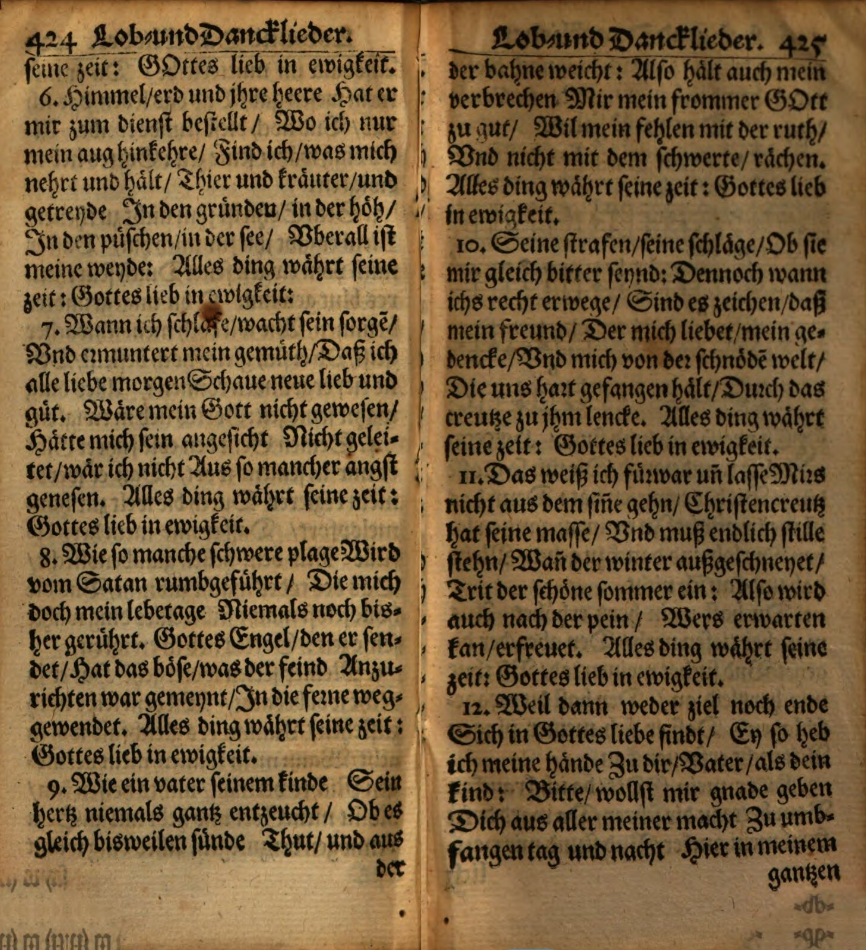
Digitalisat von Sollt ich meinem Gott nicht singen, Teil 2

Sollt ich meinem Gott nicht singen? ist ein geistliches Lied von Paul Gerhardt. Es wurde 1653 erstmals in der Sammlung Praxis Pietatis Melica veröffentlicht, könnte aber bereits früher entstanden sein. Es ist in zwei verbreiteten Choralmelodien ein beliebtes evangelisches Kirchenlied.

## Form
Der Text besteht ursprünglich aus zwölf Strophen zu je zehn Zeilen mit vierhebigen Trochäen mit abwechselnd männlichen und weiblichen Endungen. Die Reimform kombiniert die drei klassischen Schemata (Kreuzreim, Umarmender Reim, Paarreim) und lautet in jeder Strophe: ABABCDDCEE.

## Inhalt
Das Lied besingt voller Vertrauen und Zuversicht die Gnade und Liebe Gottes. Die Frage zu Beginn des Gedichts impliziert allerdings eine Situation der Zweifel des lyrischen Sprechers, die der Text nun mit Verweisen auf die Wohltaten Gottes beilegt. Jede der zwölf Strophen hat einen thematischen Schwerpunkt. Strophe 1 fungiert als Einleitung, Strophe 2 behandelt das Geschenk des Lebens, Strophe 3 handelt von der Erlösung durch Jesus Christus, Strophe 4 von der Sendung des Heiligen Geistes, Strophe 5 thematisiert den Beistand Gottes, Strophe 6 die Herrlichkeit der Schöpfung, Strophe 7 die Offenbarung der Güte Gottes bei Tag und Nacht, Strophe 8 (die in vielen Gesangbüchern, so auch im Evangelischen Gesangbuch (EG), fehlt) den Schutz vor Plagen Satans, Strophe 9 (die im EG ebenfalls ausgelassen ist) die Vaterrolle Gottes, Strophe 10 Schmerz und Leiden als ermutigende Zeichen und korrigierende Leitung, die Strophen 11 und 12 weisen auf die über den Tod in die Ewigkeit hinausgehende Gnade hin.
Die Schlusszeile jeder Strophe lautet „Alles Ding währt seine Zeit / Gottes Lieb in Ewigkeit“. Erst die letzte Strophe variiert den Schluss in der soteriologischen Vision: „Bis ich dich nach dieser Zeit / Lob und lieb in Ewigkeit“.

## Melodien
Es gibt zwei Choralmelodien von verschiedenem Charakter, zu denen der Text häufig gesungen wird.
- Melodie von Schop: Im Erstdruck von 1653 ist dem Text die Melodie von Lasset uns den Herren preisen zugewiesen. Diese frühbarocke Singweise hatte Johann Schop 1641 auf das Ostergedicht von Johann Rist geschaffen. Sie weist große Intervallsprünge auf und steht im mit der Tonart Moll verwandten dorischen Modus. Die Melodie ist im deutschen EG unter der Nummer 325, im Schweizer RG unter der Nummer 725 zu finden.[1]
- Melodie von Bertsch: Eine Melodie in Dur schuf der Komponist Albrecht Peter Bertsch kurz vor 1800. Sie wurde 1825 publiziert und hat im aktuellen RG die Nummer 724. Andreas Marti kommentiert: Diese Melodie „verwendet die kunstvoll-schlichte Musiksprache des ‚Volkstons‘ und hat wesentlich dazu beigetragen, dass das Lied in der Deutschschweiz zu den bekanntesten Gerhardt-Liedern gehört“.[2]

## Übersetzungen
Das Lied wurde mehrfach in Englische übertragen, unter anderem von Charles Wesley. Catherine Winkworth schuf eine zwölfstrophige Nachdichtung in Englisch, Lindolfo Weingärtner eine sechsstrophige in Portugiesisch; weitere Übersetzungen z. B. in die norwegische und die polnische Sprache sind nachgewiesen.